# Sammlung Elischer
Die Sammlung Elischer ist eine Goethe-Sammlung in Budapest. Sie geht auf Balthasar Elischer zurück und befindet sich in der Akademie.
Weitere Bekannte Goethe-Sammlungen in Deutschland sind die Sammlung Hirzel (Leipzig), die Sammlung Kippenberg (Leipzig – jetzt Düsseldorf) und die Faust-Sammlung Stumme (Leipzig – Weimar).